# Trichobius longipes
Trichobius longipes är en tvåvingeart som först beskrevs av Rudow 1871.  Trichobius longipes ingår i släktet Trichobius och familjen lusflugor. Inga underarter finns listade i Catalogue of Life.